# Argumentul ignoranței
Acest articol acoperă atât 'Argumentul ignoranței' cat și 'Argumentul incredulității'.
Argumentul ignoranței, cunoscut și ca argumentum ad ignorantiam ("apel la ignoranță" sau argument din lipsă de imaginație), este o eroare logică în care se afirmă că premisa este adevărată doar pentru că nu a fost demonstrată falsă sau că premisa este falsă doar pentru că nu a fost demonstrată adevărată.
Argumentul incredulității, cunoscut și ca argumentul din lipsă de încredere sau argumentul din credință personală sau chiar argumentul din convingere personală, se referă la o afirmație în care din cauză că cineva personal găsește o premisă puțin probabilă sau incredibilă, atunci premisa poate fi asumată ca nefiind adevărată, sau vice-versa că o premisă preferată (credibilă) dar nedemonstrată, ca fiind adevărată.
Ambele argumente au structură similară: o persoană consideră că lipsa de evidențe pentru o opinie constituie evidență sau dovadă pentru adevărul altei opinii. Tipul acestor erori logice din articol nu ar trebui confundat cu metoda reducerii la absurd de argumentare, în care o contradicției logică validă de forma "A și non A" este folosită pentru a demonstra falsul unei premise.

## Generalități
Uzual într-un argument din incredulitate personala sau într-un argument al ignoranței, vorbitorul consideră sau afirmă că acel ceva este fals, neverosimil sau nu este evident pentru el personal și încearcă să folosească acest gol în cunoaștere ca "evidență" în favoarea unei opinii alternative proprii sau împrumutate. Exemple de astfel de erori logice sunt des întâlnite în opiniile care încep cu: "Este greu să crezi că ...", "Nu pot să înțeleg cum ..." sau "Este evident că ..." (dacă "evident" este folosit pentru a introduce o concluzie în loc de evidențe care să susțină opinia respectivă).

### Argumentul ignoranței
Două din cele mai frecvente forme ale argumentului ignoraței, pot fi reduse la următoarea formă:
- Ceva este la momentul de față inexplicabil sau insuficient înțeles sau explicat, atunci acel ceva nu este (sau nu ar trebui să fie) adevărat.
- Din cauză că pare să fie o lipsă de evidențe pentru una din ipoteze, înseamnă că o altă ipoteză la alegere trebuie să fie considerată adevărată.

În acest sens al erorii logice o vorbă din filozofia științei este "lipsa evidențelor nu este evidență a lipsei": Neavând evidențe pentru ceva, nu este dovadă că acel ceva nu este sau nu poate fi adevărat. Similar, doar pentru simplul fapt ca nu se au evidențe pentru o propoziție, nu este dovadă că o propoziție alternativă este adevărată - este pur și simplu vorba de lipsă de evidențe și nimic mai mult. Asta totuși nu este echivalent cu a argumenta împotriva a ceva care prin natura sa nu poate fi niciodată demonstrat.

### Argumentul din incredulitate personală
Două versiuni foarte comune ale acestei erori logice sunt:
- "Nu pot să cred că e posibil așa ceva, deci nu poate fi adevărat". (Persoana respectivă afirmă de fapt că acea propoziție trebuie să fie neadevărată pentru că el/ea nu e capabilă sau nu vrea să considere că s-ar putea să fie adevărată, sau nu vrea să creadă în evidențele care îi contrazic opinia personală).
- "Asta nu este ce lumea spune despre acest lucru, lumea de fapt este de acord cu ceea ce spun eu." (Aici persoana afirmă că propoziția trebuie să fie neadevărată deoarece opinia "oamenilor în general" este în concordanță cu opinia vorbitorului, fără ca să ofere evidențe specifice care să-i suporte acestă opinie.) asta mai este numit și argumentum ad populum.

Un argument din incredulitate personală este similar cu argumentul ignoranței doar dacă persoana care face afirmația are numai credința sa personală ca "evidență" pentru a demonstra imposibilitatea propoziției atacate (de fapt persoana respectivă nu oferă nici un fel de evidențe care să-i susțină opinia contrară)
Destul de frecvent, argumentul din incredulitate personală este folosit în combinație cu unele evidențe în tentativa de a dirija opinia către o concluzie dorită. Aici de asemenea este o eroare logică deoarece neîncrederea personală este oferită ca "evidență". În aceste cazuri, persoana care argumentează a introdus o prejudecată personală în tentativa de a întări argumentul pentru a i se accepta concluzia dorită.
(vei argumente similare: înțelepciunea repulsiei și apelul la emoție)

### Stabilirea sarcinii dovezii
Un important aspect in argumentul ad ignorantiam este stabilirea sarcinii dovezii. Aceasta este discutat mai în amănunt în secțiunea Legislație a acestei pagini. Este importat totuși de realizat că stabilirea sarcinii dovezii este esențială și în alte arii. Sistemele logice se construiesc pe baza presupozițiilor (propoziții axiomatice, vezi axiomă). Aceste presupoziții nu sunt demonstrabile dar sunt considerate ca fiind adevărate.

## Folosirea inductivă
Folosirea inductivă se referă la extensia argumentului pentru a susține o generalizare mai amplă, un principiu, o teorie științifică sau o lege universală. Multe din aceste folosiri ale argumentului ignoranței sunt considerate erori logice, în special în articolele academice care ar trebui să fie riguroase în privința premiselor sale cheie și a fundamentelor empirice. Oricum în unele cazuri (ca cel al autorului Irving Copi descris mai jos) în care se așteaptă evidențe afirmative, dar care în urma examinării lipsite de prejudecăți, evidențele totuși nu sunt găsite, atunci poate deveni util și chiar prudent a raționa că aceasta ar sugera (chiar dacă nu demonstrază deductiv ci sugerează inductiv) că evidențele nu există. Sau în cazul în care vorbitorul poate în mod rezonabil afirmă că toate persoanele sănătoase mintal vor fi de acord cu premisele (d.e. "Cerul este albastru"), atunci el poate decide că nu este necesar să furnizeze evidențe care să-i suporte afirmațiile;oricum asta este o problemă (care se referă la fundamentele epistemologice) în dezbatere.

### Descriere
Irving Copi a scris că:
Eroarea logică argumentum ad ignorantiam este comisă ori de câte ori se argumentează că o propoziție este adevărată pur și simplu doar pe baza faptului că nu a fost demonstrată falsă, sau că este falsă deoarece nu a fost demosntrată ca fiind adevărată. El adaugă Un amendament trebuie făcut în acest punct. În unele circumstanțe poate fi afirmat în siguranță că dacă un anumit eveniment s-a produs, evidențe în acest sens ar putea fi descoperite de către investigatori calificați. În aceste circumstanțe este perfect rezonabil să considerăm lipsa evidentelor producerii acelui eveniment în ciuda căutarilor, ca evidențe pozitive pentru ne-producerea acelui eveniment. (Copi 1953)
Pentru a susține asta, cineva ar putea aduga un alt caz, artumentul că este fals sau adevărat deoarece vorbitorul nu poate (sau găsește improbabil) să conceapă altfel. Acest argument din lipsă de imaginație este exprimat în forma "Y este absurd (pentru că nu pot să-mi imaginez așa ceva), prin urmare trebuie să fie neadevărat." sau "Nu văd cum ..." (adică: Eu personal nu văd, sau din lipsă de imaginație, cum ...) și câteodată este confundat cu o validă metodă de argumentare: reducerea la absurd. Un argument logic folosind reductio ad absurdum sună așa: "X duce prin demonstrație logică la o concluzie imposibilă (absurdă), de aceea X trebuie să fie falsă". În reductio ad absurdum este necesar să se arate că acceptand X va duce la o contradicție (ca cea în care "non X" sau "Y și non Y" pentru o propoziție Y). În argumentul ignoranței, vorbitorul afirmă "X implică non Y", unde Y este crezut, dar nu poate fi demonstrat, a fi adevărat, mai degrabă decât ceva care este demonstrabil contradictoriu.

Argumentul lui Copi se refera la condiția Y, în acest caz în care "X implică non Y" pentru anumite propoziții Y, trebuie dată o anumită greutate pentru probabilitatea că vorbitorul a evaluat corect Y. De exemplu, dacă propoziția X este "Acest om a fost împușcat", iar propoziția Y este "Nu s-a gasit niciun glonț", atunci pregătirea vorbitorului care pune condiția Y trebuie luată în calcul. Un medic legist care a examinat cadavrul este cel mai probabil apt pentru a trasa această concluzie, pe când un martor ocular probabil nu.
Argumentul din incredulitate personală este similar, d.e. "Nu pot să cred/înțeleg X, prin urmare trebuie să fie fals."

## Exemple
- "Sistemul solar trebuie să fie mai tânăr de un milion de ani pentru că chiar dacă soarele ar fi făcut numai din cărbune și oxigen ar fi trebuit până acum să se fi consumat, la rata cu care generează căldură" (Este un argument al ignoranței dintr-o enciclopedie din secolul 19, bazat pe premiza că la acea vreme nu existau cunostințe privind producerea căldurii prin modalități mai eficiente decât arderea cărbunelui, acesta în mod logic punând o limită asupra vârstei posibile a Soarelui. De fapt în secolul XX odată cu descoperirea radioactivității și a fuziunii nucleare, vârsta Soarelui a fost mai corect calculată la mai multe miliarde de ani. Ingnoranța în acest caz a determinat omiterea faptului că s-ar putea să existe modalitați de generare mult mai eficiente a energiei calorice ce încă nu au fost descoperite).
- "Dacă urșii polari sunt prădătorii dominanți în Antarctica, atunci pare că nu ar fi avut nevoie să evolueze în așa fel încât să aibă blana albă pentru camuflaj". În cartea sa Probabilitatea lui Dumnezeu episcopul anglican Hugh William Montefiore, se îndoiește de evoluția neo-Darwiniană, prin acea afirmație. Această faimoasă lipsă de imaginație a fost demonstrată falsă de teoreticianul evoluționist Richard Dawkins în cartea Ceasornicarul Orb, unde scrie că dacă autorul afirmației și-a fi imaginat un urs polar negru încercând să se furișeze în apropierea focilor, și-ar fi dat seama de valoarea evolutivă a unei asemenea blăni albe.
- "Este absurd să ne imaginăm că o bucată de metal care cântărește câteva zeci de tone ar putea zbura prin aer. Avioanele mari nu vor funcționa niciodată."

## Legislație
În majoritatea sistemelor legislative există prezumția de nevinovăție și este responsabilitatea procuraturii (acuzării) să demonstreze (de obicei "dincolo de orice îndoiala rezonabilă") că inculpatul a comis o anumită infracțiune. Este o eroare de logică să se presupună că lipsa evidențelor nevinovăției este dovadă a vinovăției. De asemenea, lipsa evidențelor vinovăției nu este dovadă a nevinovăției.
Într-un ipotetic scenariu care să exemplifice "argumentul din incredulitate personală" legat de acest subiet, ar putea fi:
- Nu pot să-mi imaginez cum Michael Jackson a dormit impreună cu un băiețel și nu a făcut sex cu el.

De aceea trebuie să fie vinovat de viol.
Sau:
- Nu pot să-mi imaginez cum Bogdan (Ralph) Costache la vârsta aia a putut să se arunce de la balcon.

Mai mult ca sigur a fost omorât în gasoniera profesoarei și apoi aruncat de la balcon.

## Știință
Un fenomen inexplicabil este un indicator că o certă teorie științifică nu oferă un model satisfăcător pentru a explica sau prevedea toate rezultatele. De exemplu, teoria luminii ca undă nu explică efectul fotoelectric, cu toate că explică cu succes rezultatele obținute în experimentul cu cele două fante. Oricum, teorii bazate pe mecanica cuantică oferă un model explicativ adecvat pentru ambele fenomene.
Este o eroare logică să se afirme căci datorită faptului că un fenomen nu este explicat de nici o teorie științifică actuală, o mai bună teorie științifică nu va putea fi găsită pentru a furniza o explicație naturală fenomenul respectiv și de aceea, cineva trebuie să afirme că singura explicație posibilă a fenomenului inexplicabil este intervenția supranaturală a unei divinități. Această variantă de eroare logică este cunoscută și ca argumentul Dumnezeul golurilor (din englezescul: "God-of-the-gaps").
De exemplu, probleme actuale legate de lipsa evidențelor privind unele aspecte ale evoluției dau curs unora să afirme că teoria evoluției este incompletă, și nu în mod necesar incorectă. Teoria evoluției are încă de explicat cum majoritatea speciilor au evoluat pas cu pas într-un tipar al "echilibrului punctual" mai degrabă decât într-un mod aleator continuu (anageneză). Lipsa evidențelor edecvate pentru a verifica aceste aspecte specifice ale evoluției nu este luată drept indicator al faptului că fie acele fenomene empirice nu se produc sau că nu au o cauză naturală. De fapt există noi teorii ca de exemplu koinofilia și "plasticitatea încremenită" care încearcă să explice "echilibrul punctual".
Este de asemenea o eroare logică să se afirme că dacă o teorie explică toate fenomene descoperite, atunci acea teorie este absolut corectă. Faptul că pare să nu existe contra-exememple nu demonstrează corectitudinea teoriei, pentru că există întotdeauna posibilitatea unui contra-exemplu care nu a fost încă observat. De exemplu nu există fenomene care să fie inconsistente cu Teoria Big-Bang. Oricum, asta nu înseamnă că există evidențe definitve că universul într-adevăr și-a avut originea în Big-Bang.
Acestea spuse, oamenii de știință totuși lucreză în continuare ca și cum o anumită teorie—ca de exemplu cea a Big-Bang-lui—ar fi definitiv adevărată. Aceasta deoarece este foarte nepractic să construiești experimente și să evaluezi date fără nici un fel de presupoziții. Oricum dacă este descoperit un fenomen care nu poate fi explicat printr-o teorie existentă, atunci oamenii de știință sunt obligați să revizuiască acea teorie pentru a fi conformă cu datele observate, sau să abandoneze complet acea teorie dacă vor găsi că este ireconciliabilă cu noile date.

## Vezi
Dumnezeul golurilor